# Aconurella neosolana
Aconurella neosolana är en insektsart som beskrevs av Rama Subba Rao och K. Ramakrishnan 1990. Aconurella neosolana ingår i släktet Aconurella och familjen dvärgstritar. Inga underarter finns listade i Catalogue of Life.